# Flagge Saudi-Arabiens
Die Flagge Saudi-Arabiens wurde 1932 eingeführt und in der heutigen Form am 15. März 1973 angenommen.

## Bedeutung und Beschreibung
Die Nationalflagge zeigt auf grünem Grund ein weißes, waagerecht angeordnetes Schwert, darüber weiße arabische Buchstaben. Grün ist die Farbe des Islams, genauer die Farbe Mohammeds.
Die Schrift gibt das Glaubensbekenntnis des Islam (Schahāda) wieder:
لَا إِلَٰهَ إِلَّا ٱللَّٰهُ مُحَمَّدٌ رَسُولُ ٱللَّٰهِ
Lā ilāha illā 'llāhu Muḥammadun rasūlu 'llāhi:
Es gibt keine Gottheit außer Gott und Mohammed ist sein Gesandter.
Das glatte Schwert versinnbildlicht die militärischen Triumphe des Islam, der Familie Saud und der Wahhabiten. Es steht für Gerechtigkeit und Rechtschaffenheit.
Die beiden Seiten der Flagge haben das gleiche Design, damit die Schahāda beidseitig von rechts nach links gelesen werden kann: Auf der Vorderseite verläuft die Leserichtung vom Flugteil in Richtung Liek, auf der Rückseite vom Liek in Richtung Flugteil. Der Schwertgriff ist auf beiden Seiten unter dem Beginn der Schahāda positioniert, sodass die Schwertspitze auf der Vorderseite in Richtung Liek, auf der Rückseite in Richtung Flugteil weist.

## Protokoll

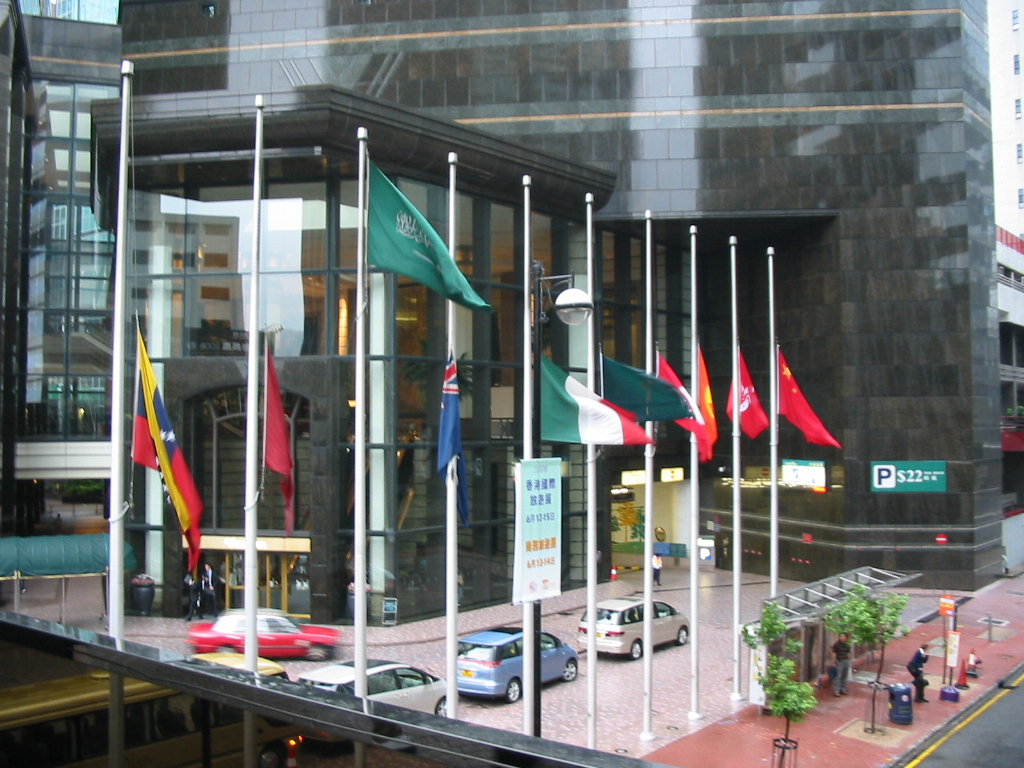
Trauerbeflaggung für die Opfer des Erdbebens in Sichuan 2008 in Hongkong. Die Flagge Saudi-Arabiens bleibt auf voller Höhe.

Wegen des auf der Flagge abgebildeten islamischen Glaubensbekenntnisses (Schahāda) darf die Flagge nicht auf halbmast gesetzt werden.
Das Glaubensbekenntnis zwingt die Saudis auch dazu, die Flagge mit einem noch größeren Respekt zu behandeln, als dies schon üblicherweise bei Nationalflaggen der Fall ist. So darf ein Saudi eine abgebildete Nationalflagge wegen der Schahāda beispielsweise nicht entsorgen oder vernichten. Dies führt insbesondere dann zu Problemen, wenn internationale Unternehmen in Unkenntnis dieser Tatsache die saudische Nationalflagge auf Wegwerfartikeln (Verpackungen, Dosen etc.) abdrucken, beispielsweise um eine Zutatenliste in arabischer Sprache zu kennzeichnen.

## Geschichte
Die saudi-arabische Flagge ist von der Flagge von Nadschd abgeleitet, einem der Vorgängerstaaten Saudi-Arabiens. Für die Flagge von Hedschas, dem anderen Vorgängerstaat siehe hier.

Flagge des osmanischen Reichs, ab 1914 auch Flagge des Nadschd,[3] wahrscheinlich bis 1915
Flagge von Nadschd (1921–1926)
Flagge von 1932 bis 1934
Flagge von 1934 bis 1938
Flagge von 1938 bis 1973

## Weitere Flaggen

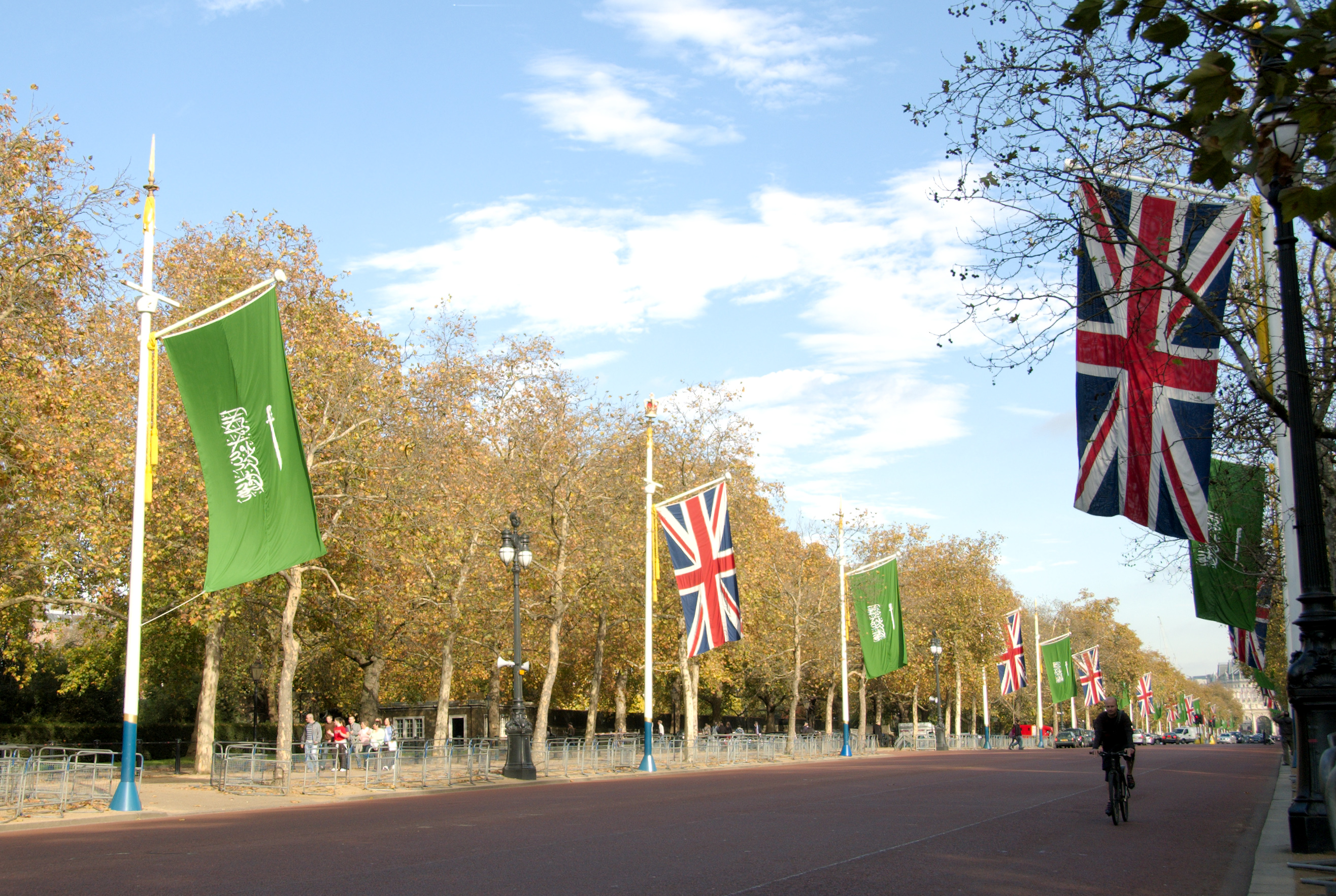
Saudi-arabische und britische Flaggen in London anlässlich eines Staatsbesuchs

2:3 Handelsflagge
1:2 Seekriegsflagge

Gösch
Königliche Flagge